# Seán
Seán  è un nome proprio di persona irlandese maschile.

## Varianti
- Maschili: Sean[3], Shane[3][2]

### Varianti in altre lingue
- Inglese: Sean[3], Shane[3], Shaun[3][2], Shawn[3][2], Shayne[3], Shon
  - Femminili: Shauna[3], Shawna[3], Seanna[3], Shona

## Origine e diffusione
È una forma di John in lingua irlandese: il significato è lo stesso di Giovanni (יְהֹוחָנָן, Yəhôḥānān), "il Signore è grazioso".
La forma Shane si è diffusa in America a partire dagli anni 1950, dopo l'uscita del film western Il cavaliere della valle solitaria.

## Onomastico
Il nome è adespota, cioè non è portato da alcun santo della religione cristiana. L'onomastico ricade dunque il 1º novembre, giorno di Ognissanti, ma si può festeggiare in alternativa lo stesso giorno del nome Giovanni, di cui è una variante.

## Persone

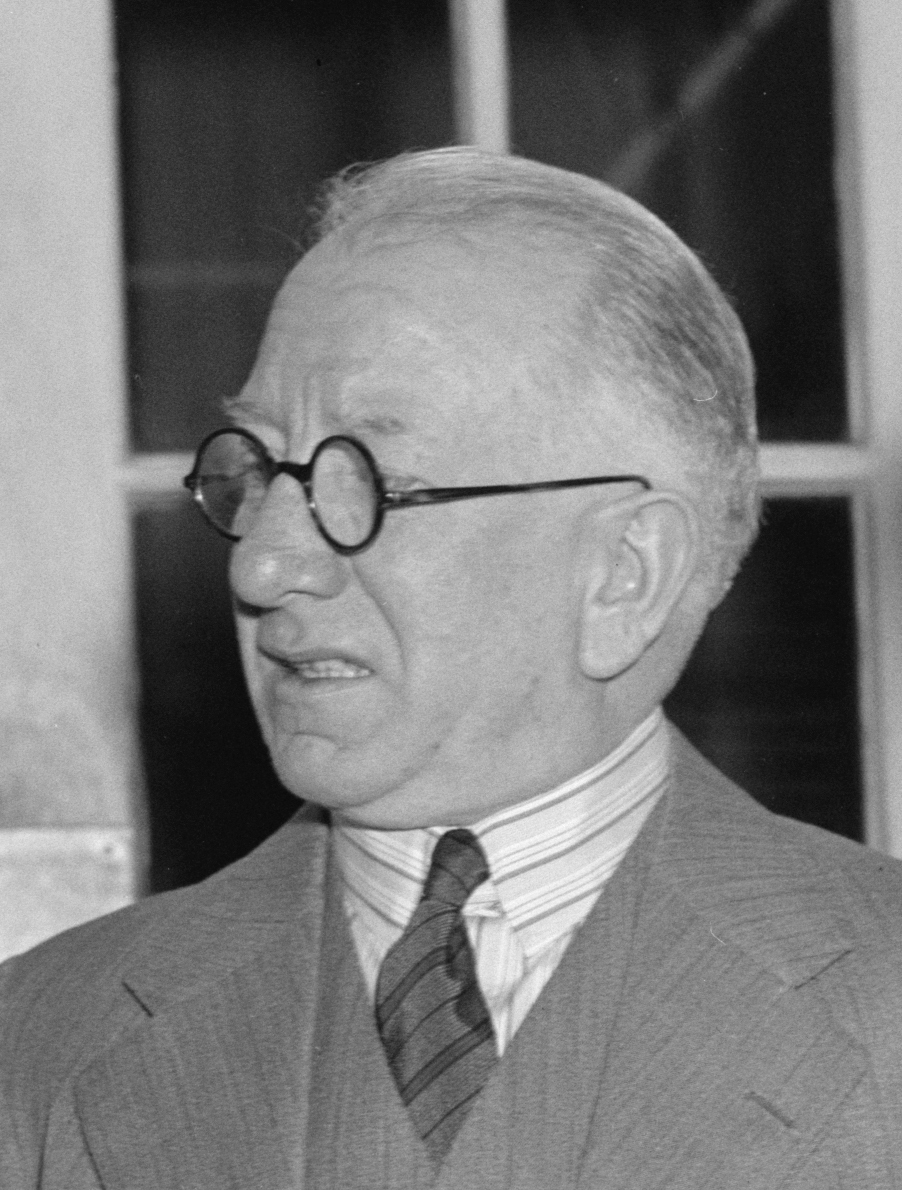
Seán T. O'Kelly

- Seán Baptist Brady, cardinale e arcivescovo cattolico irlandese
- Seán MacBride, politico irlandese
- Seán T. O'Kelly, politico irlandese
- Seán Russell, calciatore irlandese
- Seán Thomas, allenatore di calcio irlandese

### Variante Sean

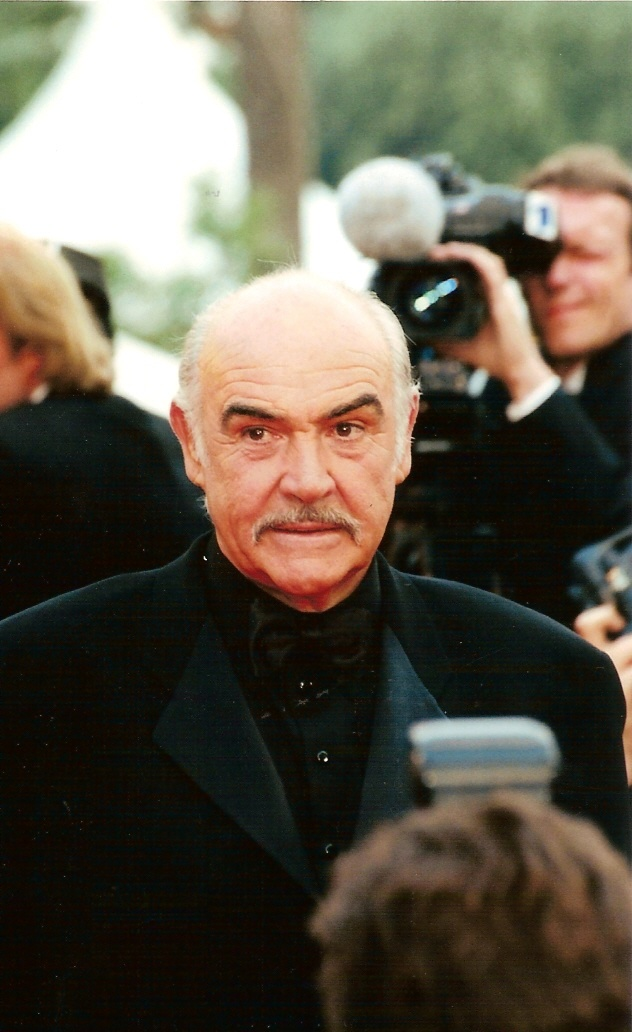
Sean Connery

- Sean Astin, attore e regista statunitense
- Sean Bean, attore britannico
- Sean Connery, attore e regista britannico
- Sean Elliott, cestista statunitense
- Sean Kelly, dirigente sportivo e ciclista su strada irlandese
- Sean Kingston, cantante giamaicano
- Sean Maher, attore statunitense
- Sean O'Casey, scrittore irlandese
- Sean O'Pry, modello statunitense
- Sean Paul, cantante giamaicano
- Sean Penn, attore, regista, produttore cinematografico e sceneggiatore statunitense
- Sean Sogliano, dirigente sportivo ed ex calciatore italiano

### Variante Shane

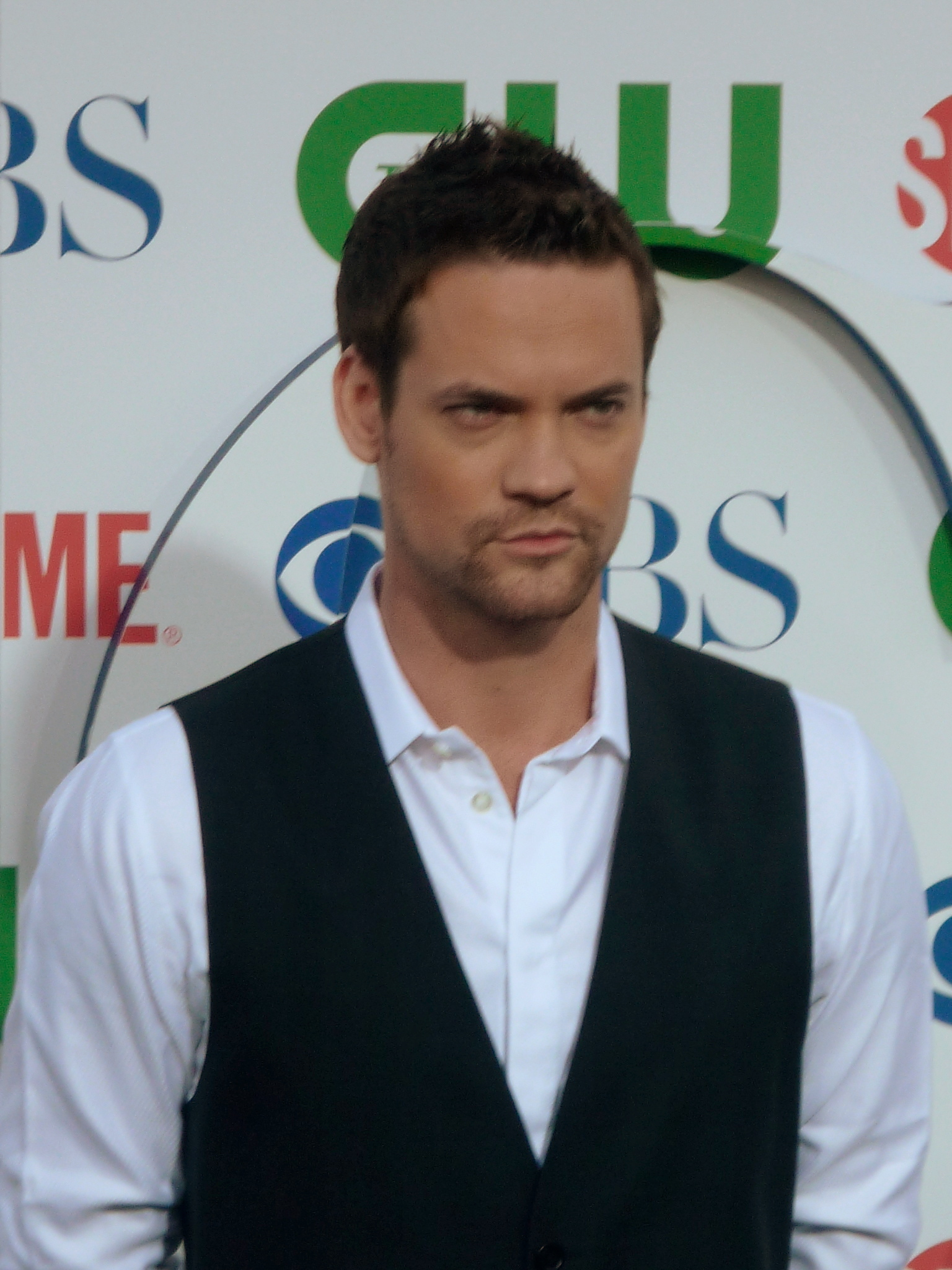
Shane West

- Shane Battier, cestista statunitense
- Shane Black, attore, sceneggiatore e regista statunitense
- Shane Carwin, artista marziale misto statunitense
- Shane Dawson, attore e comico statunitense
- Shane Duffy, calciatore irlandese
- Shane Filan, cantante irlandese
- Shane Harper, attore, cantante e ballerino statunitense
- Shane MacGowan, musicista irlandese
- Shane McMahon, wrestler e dirigente d'azienda statunitense
- Shane Mosley, pugile statunitense
- Shane West, attore e cantante statunitense

### Variante Shaun

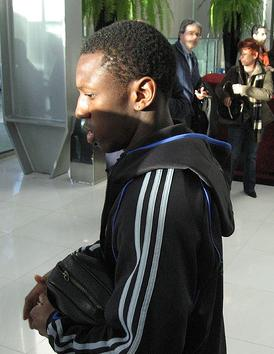
Shaun Wright-Phillips

- Shaun Alexander, giocatore di football americano statunitense
- Shaun Bartlett, calciatore sudafricano
- Shaun Bodiford, giocatore di football americano statunitense
- Shaun Donovan, politico statunitense
- Shaun Evans, attore inglese
- Shaun Fleming, doppiatore e attore statunitense
- Shaun Morgan, cantante e chitarrista sudafricano
- Shaun Murphy, giocatore di snooker britannico
- Shaun Ross, modello statunitense
- Shaun Sipos, attore canadese
- Shaun Wright-Phillips, calciatore inglese

### Variante Shawn
- Shawn Ashmore, attore canadese

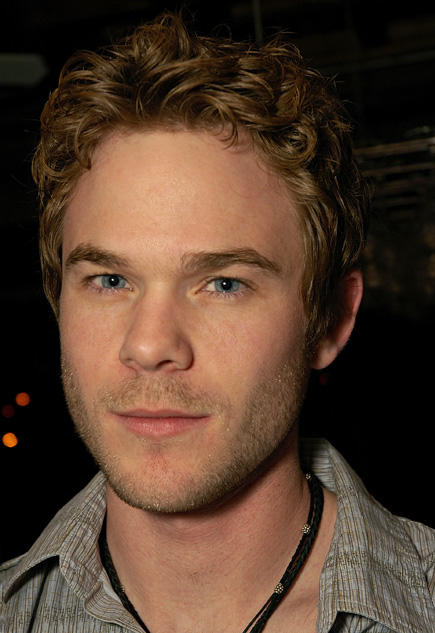
Shawn Ashmore

- Shawn Bradley, cestista statunitense
- Shawn Crawford, atleta statunitense
- Shawn Hernandez, wrestler statunitense
- Shawn James, cestista statunitense
- Shawn Levy, regista e attore canadese
- Shawn Marion, cestista statunitense
- Shawn Mendes, cantante canadese
- Shawn Michaels, wrestler statunitense
- Shawn Pyfrom, attore statunitense
- Shawn Wayans, attore e regista statunitense

### Altre varianti maschili
- Shayne Ward, cantante britannico

### Varianti femminili
- Shawna Lenee, pornoattrice statunitense
- Shauna Mullin, pallavolista e giocatrice di beach volley scozzese
- Shauna Rohbock, bobbista statunitense
- Shauna Rolston, violoncellista canadese
- Shawna Waldron, attrice statunitense

## Il nome nelle arti
- Shawn Froste è un personaggio dell'anime Inazuma Eleven.
- Shaun è un personaggio della serie animata Shaun - Vita da pecora.
- Shawn Spencer è un personaggio della serie televisiva Psych.
- Shawn è un personaggio del franchise A tutto reality